# Groupe de NGC 2857
Le groupe de NGC 2857 comprend au moins 12 galaxies situées dans la constellation de la Grande Ourse. La distance moyenne entre ce groupe et la Voie lactée est d'environ 75,3 Mpc (∼246 millions d'al). 

## Membres
Le tableau ci-dessous liste les 11 galaxies du groupe indiquées dans l'article de A.M. Garcia paru en 1993. Deux de ces galaxies (NGC 2769 et NGC 2771) sont aussi inscrites dans un petit groupe de 3 galaxies décrit dans un article d'Abraham Mahtessian paru en 1998. La troisième galaxie ajoutée à ce groupe par Mahtessian est NGC 2767.  
| Nom      | Class.      | Type           | α (J2000.0)   | δ (J2000.0) | Vitesse radiale (km/s) | m              | Distance (Mpc) | Diamètre (kal) |
| -------- | ----------- | -------------- | ------------- | ----------- | ---------------------- | -------------- | -------------- | -------------- |
| NGC 2693 | E3?         | Elliptique     | 08h 56m 59.3s | 51° 20′ 51″ | 4822 ± 13              | 11,9           | 73,4 ± 5,2     | 162            |
| NGC 2694 | E1          | Elliptique     | 08h 56m 59.2s | 51° 19′ 55″ | 5089 ± 2               | 14,4           | 77,1 ± 5,4     | 933            |
| NGC 2767 | S?          | Spirale        | 09h 10m 11.9s | 50° 24′ 05″ | 4926 ± 3               | 13,8           | 75,1 ± 5,3     | 87             |
| NGC 2769 | Sa          | Spirale        | 09h 10m 32.1s | 50° 26′ 00″ | 4817 ± 2               | 13,0           | 73,5 ± 5,2     | 77             |
| NGC 2771 | (R')SB(r)ab | Spirale barrée | 09h 10m 39.6s | 50° 22′ 47″ | 5099 ± 2               | 12,7           | 77,7 ± 5,4     | 188            |
| NGC 2857 | SA(s)c      | Spirale        | 09h 24m 37.7s | 49° 21′ 25″ | 4876 ± 3               | 12,3           | 74,6 ± 5,2     | 170            |
| UGC 4515 | SB(r)b?     | Spirale barrée | 08h 40m 09.4s | 52° 27′ 22″ | 4966 ± 3               | 12,04          | 75,3 ± 5,3     | 136            |
| UGC 4546 | Sa          | Spirale        | 08h 43m 51.3s | 51° 59′ 28″ | 5209 ± 2               | 12,892 ± 0,003 | 79,0 ± 5,5     | 121            |
| UGC 4717 | Sab         | Spirale        | 09h 00m 37.4s | 51° 12′ 27″ | 4966 ± 3               | 13,833 ± 0,006 | 74,1 ± 5,2     | 79             |
| UGC 4719 | Sb          | Spirale        | 09h 00m 38.1s | 50° 40′ 42″ | 5071 ± 3               | 11,48          | 77,2 ± 5,4     | 264            |
| UGC 4749 | Sc          | Spirale        | 09h 04m 33.5s | 51° 36′ 51″ | 4778 ± 2               | 13,0 ± 0,3     | 72,8 ± 5,1     | 57             |
| UGC 5157 | S           | Spirale        | 09h 40m 58.1s | 47° 37′ 14″ | 4824 ± 3               | 14,30          | 74,0 ± 5,2     | 120            |

Le site DeepskyLog permet de trouver aisément les constellations des galaxies mentionnées dans ce tableau ou si elles ne s'y trouvent pas, l'outil du site constellation permet de le faire à l'aide des coordonnées de la galaxie. Sauf indication contraire, les données proviennent du site NASA/IPAC.